# BG/BRG/BORG Köflach
Das Bundesgymnasium, Bundesrealgymnasium und Bundesoberstufenrealgymnasium Köflach (BG/BRG/BORG Köflach) ist das einzige Gymnasium mit achtjähriger AHS-Ausbildung in der Weststeiermark. Es befindet sich seit dem Schuljahr 2020/21 alleine im Schulgebäude in Köflach. Die HLW Köflach wurde in HLW Lipizzanerheimat umbenannte und ist nach Voitsberg gezogen.

## Geschichte
Am 22. November 1959 wurde im Festsaal der Gemeinde Rosental an der Kainach der Weststeirische Elternverein für die Gründung eines Gymnasiums in der Weststeiermark gegründet. Proponenten waren u. a. der Berginspektor Egon Bram, der Schriftsteller Alfred Seebacher-Mesaritsch und der Universitätsprofessor Erich Hönninger. 1961 konnte eine gesamte Klasse mit 30 Schülern täglich nach Graz fahren und wurde in das Bundesgymnasium und Bundesrealgymnasium Lichtenfels integriert. 1964 wurde das Gymnasium als Expositur mit sieben Klassen mit 280 Schülern in der Knabenvolksschule in Köflach begonnen. Beim Architekturwettbewerb 1968 für den Schulneubau machte der Wiener Architekt Rudolf Keimel den 1. Preis. Ab 1970 wurde die Schule eigenständig geführt. Am 17. September 1970 erfolgte der Spatenstich für den Neubau der Schule auf einem von der Stadtgemeinde Köflach zur Verfügung gestellten Baugrund vor dem Dechantwald. Die Schule wurde am 17. Oktober 1974 vom Bundespräsidenten Rudolf Kirchschläger mit dem Bundesminister für Bauten und Technik Josef Moser feierlich eröffnet.

## Der Schulkomplex
Die Schule ist ein moderner Schulcampus, der Ausgangsbau wurde als Stahlbeton-Skelettbau im für die 1970er innovativen Stil vom Wiener Architekten Rudolf Keimel geplant. Er liegt wie eine „Stadtkrone“ über Köflach. Heute befinden sich nebenan Therme und Hotel Nova.
Er hat einen speziellen naturwissenschaftlichen Trakt mit modern ausgestatteten Laborräumen und drei Informatiksälen.
Weiters gibt es eine umfangreiche Bibliothek, drei im Jahr 2006 renovierte Turnsäle, einen Fitnessraum sowie Außenanlagen mit einem Beachvolleyballplatz.

## Schule
Die Schule bietet drei Schulformen an:
- ein Gymnasium (BG)
- ein Realgymnasium (BRG)
- ein Bundesoberstufenrealgymnasium (BORG)

Der Schwerpunkt des BG liegt zum einen auf Sprachen. Die Schule fördert im Besonderen Schüleraustausch, so gibt es seit einigen Jahren an der Schule einen anerkannten U.S. Foreign Language Teaching Assistant im Rahmen des Fulbright-Programm. Auch die musische Bildung wird besonders bedacht. Der zweite Schwerpunkt (BRG) liegt auf den Naturwissenschaften und der Informatik. Das BORG MIO ist der Oberstufenzweig des BG/BRG/BORG Köflach. Es ist ein Bundesoberstufenrealgymnasium mit sportlichem Schwerpunkt. „MIO“ steht für Motivieren, Individualisieren und Orientieren und auf die Lebenswelt vorbereiten. Es war zunächst im Schulzentrum Voitsberg untergebracht. Mit dem Beginn des Schuljahres 2020/21 übersiedelt das MIO in das Gebäude der AHS Köflach. Das BG und BRG führen in 8 Jahren, das BORG in 4 Jahren zur Matura.
Die Schule ist ausgezeichnete Ökoschule. 2006 erhielt sie den höchsten Schulpreis des Landes Steiermark, den Pädagogischen Panther für „gelebte Schulpartnerschaft, Europareife durch Sprachenförderung z. B. in Form von Schüleraustausch, Schulentwicklung im Team, ausgezeichnete ‚Ökoschule‘“, unter anderem. Im Jahr 2020 wurde die Schule mit dem MINT-Gütesiegel ausgezeichnet. Im Jahr 2021 folgte die Auszeichnung zur EU-Botschafterschule.
Außerdem wird in der Schule seit einigen Jahren eine Nachmittagsbetreuung angeboten. Die Räume der Nachmittagsbetreuung wurden im Jahr 2020 renoviert.